# Britt-Marie Toje-Edström
Britt Ann-Marie Edström, känd som Britt-Marie Toje-Edström, ogift Gustafsson, född 22 november 1919 i Gällivare församling i Norrbottens län, död 10 februari 1978 i Farsta församling i Stockholm, var en svensk journalist och sångtextförfattare.
Hon var dotter till tidskrivaren Johan Albert Gustafsson och Edit Katarina Fredriksson i Malmberget.
Toje-Edström skrev texten till låten Jag ska måla hela världen lilla mamma 1952. Det var dottern Inger som myntade de tröstande orden efter att modern beklagat sig över att blommorna vissnade så fort i Gamla stans trånga gränder i Stockholm. Hennes andre make tonsatte sedan låten som finns på ett större antal inspelningar bland annat med olika dansband. Hon diktade också en kampsång till gruvstrejken. Hon var verksam som journalist och studerade på 1970-talet juridik.
Hon var 1943–1947 gift med Ernst Edström (1915–2008), 1948–1958 med Joss Toje, 1966–1967 med Stig Lindgren och 1967 till sin död med Ernst Edström igen. Hon är begravd på Skogskyrkogården i Stockholm.